# تشاك كلاين
تشاك كلاين (بالإنجليزية: Chuck Klein)‏ هو لاعب كرة قاعدة أمريكي، ولد في 7 أكتوبر 1904 في إنديانابوليس في الولايات المتحدة، وتوفي بنفس المكان في 28 مارس 1958.

## وصلات خارجية
- تشاك كلاين على موقع دوري كرة القاعدة الرئيسي (الإنجليزية)
- تشاك كلاين على موقعبيزبول رفرنس.كوم (الدوري الرئيسي) (الإنجليزية)
- تشاك كلاين على موقعبيزبول رفرنس.كوم (الدوري الثانوي) (الإنجليزية)
- تشاك كلاين على موقع إي إس بي إن.كوم (أم.أل.بي) (الإنجليزية)
- تشاك كلاين على موقع مشجعي الرسوم البيانية (الإنجليزية)
- تشاك كلاين على موقع قاعة مشاهير كرة القاعدة (الإنجليزية)